# Aristida simpliciflora
Aristida simpliciflora är en gräsart som beskrevs av Alvin Wentworth Chapman. Aristida simpliciflora ingår i släktet Aristida och familjen gräs.
Artens utbredningsområde är Florida. Inga underarter finns listade i Catalogue of Life.